# Kenneth MacKenna
Leo Mielziner, Jr. (Canterbury, Nuevo Hampshire; 19 de agosto de 1899-Hollywood, California; 15 de enero de 1962), conocido por su nombre artístico, Kenneth MacKenna, fue un actor y director cinematográfico estadounidense.

## Biografía
Su nombre de nacimiento era Leo Mielziner, Jr. y nació en Canterbury, Nuevo Hampshire. Sus padres eran el retratista Leo Mielziner y Ella Lane McKenna Friend. El actor tomó su nombre artístico a partir del apellido de su madre, cambiando ligeramente la ortografía del mismo. Su hermano menor fue el diseñador teatral Jo Mielziner. 
Cuando tenía diez años, su familia se trasladó a Nueva York. Siendo adolescente actuó y dirigió obras de teatro. Posteriormente sirvió en las Fuerzas Armadas y, finalmente, consiguió un contrato de tres años con el productor William A. Brady, actuando en siete producciones en Broadway en 1923, haciendo una gira con dos de ellas. Con la llegada del cine sonoro firmó un contrato con Fox Films en 1929 y se mudó a California. A partir de 1931 también dirigió unos pocos filmes. A mediados de la década de 1930 reanudó su carrera teatral en Broadway. Pronto, MGM le contrató para trabajar como editor en Nueva York, volviendo más adelante a Hollywood para trabajar como jefe de departamento. Volvió a la interpretación a finales de la década de 1950, tanto en el teatro como en el cine.
MacKenna, que era bisexual, (cita requerida) se casó con la actriz Kay Francis el 17 de enero de 1931. Se divorciaron en febrero de 1933. Después, en agosto de 1938, se casó con la también actriz Mary Philips, permaneciendo casados hasta la muerte del actor. Ellos habían actuado en la obra de Broadway Nerves en septiembre de 1924 con el anterior marido de Philips, Humphrey Bogart. Así mismo, tuvo relaciones con Mary Pickford y Katharine Hepburn.
Kenneth MacKenna falleció a causa de un cáncer en 1962 en Hollywood, California. Sus restos fueron enterrados en el Cementerio Forest Lawn Memorial Park, en Glendale (California).

## Trabajo en Broadway
- 1920 Opportunity como Jimmy Dow
- 1920 Immodest Violet como Arthur Bodkin
- 1922 The Nest como Max Hamelin
- 1922 The Endless Chain como Kenneth Reeves
- 1922 The World We Live In como Comandante en Jefe de Yellow Ants y como Felix
- 1923 The Mad Honeymoon como Wally Spencer
- 1923 The Crooked Square como Robert Colby
- 1923 Windows como Johnny March
- 1923 Dumb-bell como Ted Stone
- 1924 We Moderns como Richard
- 1924 Catskill Dutch como Peetcha
- 1924 Nerves como Jack Coates
- 1924 The Far Cry como Dick Clayton
- 1925 The Sapphire Ring como Dr. Erno Nemeth
- 1925 Oh, Mama como Georges La Garde
- 1926 The Masque of Venice como Jack Cazeneuve
- 1926 What Every Woman Knows como John Shand
- 1928 The Big Pond como Pierre Dimarande
- 1928 A Play without a Name como John Russell
- 1934 By Your Leave como David MacKenzie
- 1934 Wife Insurance como Gregory Landon
- 1934 Merrily We Roll Along como Richard Niles
- 1935 Otelo como Yago
- 1935 Macbeth como Macduff
- 1936 Aged 26 como Charles Armitage Brown
- 1937 Penny Wise como Gordon
- 1959 The Highest Tree como Aaron Cornish

Productor y director 
- 1936 Co-respondent Unknown

## Actuaciones en el cine
- 1925 Miss Bluebeard como Bob Hawley
- 1925 A Kiss in the Dark como Johnny King
- 1926 The American Venus como Horace Niles
- 1927 The Lunatic at Large como William Carroll y Henry Carroll
- 1929 Pleasure Crazed como el capitán Anthony Dean
- 1929 South Sea Rose como el doctor Tom Winston
- 1930 Forever Yours (film inacabado)
- 1930 Tragedia submarina (Men without Women) como el jefe de torpedos Burke
- 1930 Crazy That Way como Jack Gardner
- 1930 The Three Sisters como el conde d'Amati
- 1930 The Virtuous Sin como el teniente Victor Sablin
- 1932 Those We Love como Freddie Williston
- 1961 Judgement at Nuremberg como el juez Kenneth Norris

## Cine (dirección)
- 1931 Always Goodbye Fox Film Corp.
- 1931 The Spider Fox Film Corp.
- 1931 Good Sport Fox Film Corp.
- 1932 Careless Lady Fox Film Corp.
- 1933 Walls of Gold Fox Film Corp.
- 1934 Sleepers East Fox Film Corp.